# Khaooohs and Kon-Fus-Ion
| Recensione | Giudizio |
| ---------- | -------- |
| AllMusic   |          |

Khaooohs and Kon-Fus-Ion è il terzo album studio del gruppo musicale svedese Pan.Thy.Monium, pubblicato nel 1996.

## Tracce
1. The Battle of Geeheeb – 11:55 (Pan.Thy.Monium)
2. Thee-Pherenth – 14:50 (Pan.Thy.Monium)
3. Behrial – 6:40 (Derelict, Day DiSyraah)
4. In Remembrance – 1:00 (Derelict, Raagoonshinnaah)

## Formazione
- Derelict - voce
- Äag - chitarra solista, organo, sassofono baritono
- Mourning - chitarra ritmica
- Day DiSyraah - basso, tastiere
- Winter - batteria, percussioni, violino